# Ivo Petrić
Ivo Petrić (ur. 16 czerwca 1931 w Lublanie, zm. 13 września 2018 tamże) – słoweński kompozytor.

## Życiorys
W latach 1950–1958 uczył się w Akademii Muzycznej w Lublanie u L.M. Škerjanca (kompozycja) i Danilo Švary (dyrygentura). Był założycielem i dyrektorem artystycznym działającej w latach 1962–1982 i wykonującej nową muzykę orkiestry kameralnej Slavko Osterc Ensemble, z którą odbywał liczne tournée koncertowe. Od 1972 do 1979 roku był redaktorem naczelnym Edicije Drustva Slovenskich Skladateljev. W latach 1979–1995 pełnił funkcję dyrektora artystycznego Filharmonii Słoweńskiej.
Otrzymał I nagrodę w Międzynarodowym Konkursie Kompozytorskim im. Henryka Wieniawskiego w Warszawie w 1976 roku za Sonatę na skrzypce oraz I nagrodę w konkursie im. Óscara Espli w Alicante w 1984 roku za poemat symfoniczny Slika Doriana Graya.

## Twórczość
We wczesnym okresie jego muzyka miała charakter zachowawczy, utrzymany w neoklasycznej stylistyce bliskiej twórczości Paula Hindemitha i z elementami słoweńskiego folkloru muzycznego, cechując się ekonomią środków, bogatą inwencją melodyczną i rytmiczną energią. Na początku lat 60. zaczął poszukiwać nowych środków brzmieniowych, zbliżając się do ówczesnej awangardy muzycznej. Po 1970 roku w utworach symfonicznych przez pewien czas operował swobodnymi zestawieniami niezależnych linii koordynowanych gestami dyrygenta, jednak ze względów praktycznych wrócił do notacji taktowej.

## Wybrane kompozycje
(na podstawie materiałów źródłowych)

### Utwory orkiestrowe
- 4 symfonie (I „Goga” 1954, II 1957, III 1960, IV 1996)
- Concerto grosso na orkiestrę smyczkową (1955)
- Koncert na flet i orkiestrę kameralną (1955–1957)
- Divertimento (1956)
- Koncert na klarnet i orkiestrę kameralną (1957)
- Uwertura koncertowa (1960)
- Concertante Music na kwintet dęty, kotły i orkiestrę smyczkową (1962)
- Croquis sonores na harfę i zespół kameralny (1963)
- Mosaics na klarnet i zespół kameralny (1964)
- Simfonicne mutacije (1964)
- Epitaph na harfę, klarnet, skrzypce, wiolonczelę, smyczki i perkusję (1965)
- Integrali v barvah (1968)
- Burlesque pour les temps passés na puzon i orkiestrę (1969)
- Music Concertante na fortepian i orkiestrę (1970)
- Dialogues concertants na wiolonczelę i orkiestrę (1972)
- 3 Images na skrzypce i orkiestrę (1973)
- Nocturnes and Games (1973)
- Fresque symphonique (1973)
- Episodes lyriques na obój i orkiestrę kameralną (1974)
- Gemini Concerto na skrzypce, wiolonczelę i orkiestrę (1975)
- poemat symfoniczny Tako je godel Kurent na altówkę i orkiestrę (1976)
- Jeux concertantes na flet i orkiestrę (1978)
- Hommage à Johannes (1978)
- Toccata concertante na 4 perkusje i orkiestrę (1979)
- Impressions of Grohar’s Paintings (1980)
- Concerto for Orchestra (1982)
- Slika Doriana Graya (1984)
- Koncert na trąbkę (1986)
- Dresden Concerto na 15 instrumentów smyczkowych (1987)
- Moods and Temperaments (1987)
- After So Many Years (1989)
- Toccata (1989)
- Gallus Metamorphoses (1992)
- Spring Concertino na perkusję i orkiestrę (1993)
- Jubilee Concerto for Celea na orkiestrę smyczkową (1994)
- Scottish Impressions (1995)
- Štiri letni časi po Groharjev platnich (1996)
- Koncert saksofonowy (1997)
- Koncert na róg (1997)

### Utwory kameralne
- 4 kwintety dęte (1953, 1959, 1974, 1999)
- Sonata na fagot (1954)
- Sonata na obój (1955)
- Sonata na flet (1955)
- Sonata na klarnet (1956–1957)
- Elégie sur le nom Carlos Salzedo na harfę (1962)
- 7 Movements na 7 instrumentów (1963)
- Jeux à 3 na wiolonczelę, perkusję i harfę (1965)
- Jeux à 4 na flet, fortepian, harfę i wiolonczelę (1966)
- Little Chamber Concerto na obój, rożek angielski, klarnet basowy, róg, harfę, fortepian i kwartet smyczkowy (1966)
- 5 Movements na obój i harfę lub kwartet smyczkowy (1967)
- Intarzije na kwintet dęty, róg, trąbkę, puzon, perkusję i kwintet smyczkowy (1968)
- Quatuor 69 na kwartet smyczkowy (1969)
- Capriccio na wiolonczelę i 8 instrumentów (1974)
- Sonata skrzypcowa (1976)
- Koncert na 5 perkusji (1978)
- Episodes poetiques na obój i 9 instrumentów (1979)
- Marcifabialom na cymbały (1979)
- Leipzig Chamber Music na 5 wykonawców (1983)
- Quatuor 1985 na kwartet smyczkowy (1985)
- Fantasies and Nocturnes na skrzypce, klarnet i fortepian (1986)
- Rondeau na kwartet fortepianowy (1987)
- Sonata kameralna nr 1 „...meditations and nocturnos...” na obój, altówkę, klarnet basowy i harfę (1991)
- Sonata kameralna nr 2 „...capriccio...” na flet, rożek angielski, skrzypce, wiolonczelę i klawesyn (1991)
- Portrait d’automne na kwartet smyczkowy (1992)
- Quatres pièces d’été na skrzypce i harfę (1992)
- Sonata na saksofon altowy (1992)
- Deux portraits na 2 skrzypiec i fortepian (1993)
- Sonata triowa na flet, altówkę i kontrabas (1993)
- Burlesque na 4 saksofony (1994)
- Elegie na rożek angielski i kwartet smyczkowy (1994)
- Hommage à Serge Prokofiev na obój, klarnet, skrzypce, altówkę i kontrabas (1994)
- Quatuor 1996 na kwartet smyczkowy (1996)
- Diptykhos na 12 saksofonów (1996)
- Koncert na 4 klarnety (1999)
- Autumn Encounters na klarnet i fortepian (1999)

### Utwory fortepianowe
- 2 sonaty fortepianowe (1993–1994)
- MacPhadraig’s Scottish Diary (1996)
- Pagine d’album for Tatjana (1999)

### Utwory wokalno-instrumentalne
- kantata Pierre de la mort (1962)
- Aus den Sonetten an Orpheus na tenora i orkiestrę kameralną (1965)
- 3 satire po Krilovu na chór, róg, trąbkę, puzon, perkusję i fortepian (1970)
- Pesem zirljenia na mezzosopran i orkiestrę (1981)